# Мариовски народоосвободителен партизански отряд
Мариовски народоосвободителен партизански отряд е комунистическа партизанска единица във Вардарска Македония, участвала в така наречената Народоосвободителна войска на Македония.
Създаден е в края на юни 1944 година с цел защита на териториите, които партизаните са отвоювали. Други цели включват привличане на нови членове на отряда. В началото на октомври 1944 година отряда разформирован, а бойците му са преразпределени по бригади в Прилепско.